# Caspar Peter Rothe Ingerslev
Caspar Peter Rothe Ingerslev, född 2 augusti 1800 i Århus, död 20 september 1864, var en dansk godsägare och politiker. Han var son till rådman Hans Peter Ingerslev (1762–1830) och Severine Elisabeth, född Rothe (1773–1828) och far till Hans Peter Ingerslev (1831–1896).
Ingerslev avlade 1818 dansk-juridisk examen och blev därefter godsförvaltare på Lyngbygård och 1825 prokurator i Århus (till 1842). Ingerslev övertog 1830 faderns egendom, säteriet Rugaard vid Ebeltoft, men sålde det 1835 till sin svåger och köpte Marselisborg vid Århus (var delägare sedan 1832). Hans skicklighet i affärer och hans arbetslust förskaffade honom många offentliga uppdrag, och han utövade sin verksamhet i en vid krets. 